# Асаубай Жадигерулы
Асаубай Жадигерулы, Канжигалы Асаубай (первая половина XIX века) — казахский оратор, бий, акын. Происходит из рода канжыгалы племени аргын.
Современник отца Чокана Валиханова — Шынгыс-торе. Песни Асаубая стоят в одном ряду с произведениями акынов-острословов Махамбета и Актамберды. 
Песни, импровизированные речи Асаубая опубликованы в сборнике «Казахские бии-ораторы» (1993).